# Anaspis ganglbaueri
Anaspis ganglbaueri es una especie de coleóptero de la familia Scraptiidae.

## Distribución geográfica
Habita en Dalmacia (Croacia).